# Binn Chaorach
Binn Chaorach (en inglés Beenkeragh) es una montaña de Irlanda (1.008 m s. n. m.), y se sitúa en el condado de Kerry, en la República de Irlanda, en la cadena de los Macgillicuddy's Reeks, de la cual forma parte. 

## Geografía
Junto al Beenkeragh hay otros dos montes que superan los 1.000 metros, altitud considerable en el territorio irlandés, el Carrauntoohil (el más alto de Irlanda, 1.039 m) y el Cathair na Féinne (1.001 m). 

## Ascenso a la cima
Para escalar el Cathair no es necesario un equipo especial, ya que el recorrido es bastante fácil.